# Mia Nicolai
Mia Nicolai, pseudonimo di Michaja Nicolaï (Amsterdam, 7 marzo 1996), è una cantautrice olandese.
Ha rappresentato i Paesi Bassi all'Eurovision Song Contest 2023 con il brano Burning Daylight in duetto con Dion Cooper.

## Biografia
Nata nella capitale olandese, è figlia di Peter Nicolaï, avvocato ed esponente politico del Partito per gli Animali, e della musicista di origine russa Marinka Nicolaï-Krilova. All'età di 3 anni ha iniziato a prendere lezioni di balletto e teatro, da cui è scaturito un immediato interesse per la musica.
Nel corso degli anni, Nicolai ha vissuto a Londra, Melbourne e New York, prima di stabilirsi definitivamente a Los Angeles per perseguire la sua carriera musicale. Nel 2020 ha firmato un contratto discografico con l'etichetta Red Papula, con cui ha pubblicato il singolo di debutto Set Me Free, seguito poi da Mutual Needs che è stato presentato nel programma radiofonico del DJ neozelandese Zane Lowe.
Il 1º novembre 2022 è stato confermato che l'emittente radiotelevisiva olandese AVROTROS l'ha selezionata internamente, insieme a Dion Cooper, come rappresentante nazionale per l'Eurovision Song Contest 2023 a Liverpool, nel Regno Unito. Il loro brano eurovisivo, Burning Daylight, è stato presentato il 1º marzo 2023. Nel maggio successivo si sono esibiti durante la prima semifinale della manifestazione europea, non riuscendo a qualificarsi per la finale.

## Discografia

### Singoli
- 2018 – At Last
- 2020 – Set Me Free
- 2020 – Mutual Needs
- 2021 – People Pleaser
- 2021 – Dream Go
- 2022 – Loop
- 2023 – Burning Daylight (con Dion Cooper)